# Lee Child
Lee Child, właśc. Jim Grant (ur. 29 października 1954 w Coventry) – brytyjski pisarz, autor cyklu powieści sensacyjnych, których bohaterem jest Jack Reacher, były major amerykańskiej żandarmerii wojskowej i wagabunda.

## Życiorys
Dzieciństwo spędził w Handsworth Wood, peryferyjnej dzielnicy Birmingham, gdzie jego rodzice oraz trzej bracia przeprowadzili się, gdy Jim miał 4 lata. Jego ojciec był urzędnikiem państwowym.
W 1974, mając 20 lat, podjął studia prawnicze na University of Sheffield, nigdy jednak nie zamierzał wykonywać zawodu prawnika. Podczas studiów i po ich zakończeniu pracował w teatrze. W latach 1977–1995 był m.in. asystentem reżysera, reżyserem i dyrektorem programowym w Granada Television (filii ITV) w Manchesterze. Przez kolejne dwa lata był przedstawicielem zarządu firmy do rozmów ze związkami zawodowymi. W wyniku restrukturyzacji Granady został zwolniony i postanowił zająć się pisarstwem jako „najczystszą formą rozrywki”. Pierwszą powieść, Killing Floor (Poziom śmierci), której bohaterem jest Jack Reacher, opublikował jesienią 1997. W lecie następnego roku wraz z żoną i córką przeniósł się do Stanów Zjednoczonych. Na jego wczesną twórczość mieli wpływ znani autorzy literatury przygodowej i sensacyjnej: Enid Blyton, W.E. Johns i Alistair MacLean.
Na przełomie 2008/2009 był pisarzem-rezydentem na Uniwersytecie Sheffiled. Dla 52. studentów uczelni ufundował stypendia Jacka Reachera. Obecnie mieszka na Manhattanie. Oprócz apartamentu nowojorskiego ma też dom na południu Francji.
W 2009 został prezesem organizacji Mystery Writers of America. W 2020 roku dołączył do grona kapituły Nagrody Bookera.

### Rodzina
Jego żona, Jane, jest Amerykanką i działaczką ruchu zielonych. Poznali się na studiach w Sheffield i w 1975 zawarli związek małżeński. Mają córkę – Ruth. Jeden z jego braci, o czternaście lat młodszy, Andrew Grant, również zajmuje się pisaniem powieści sensacyjno-kryminalnych . 

## Twórczość

### Cykl z Jackiem Reacherem
- 1997 Poziom śmierci (Killing Floor)
- 1998 Umrzeć próbując lub Uprowadzony (Die Trying)
- 1999 Wróg bez twarzy (Tripwire)
- 2000 Podejrzany (Running Blind – USA lub The Visitor – Wielka Brytania) (wersja skrócona: Po omacku)
- 2001 Echo w płomieniach (Echo Burning) (wersja skrócona: Płonące Echo)
- 2002 Bez pudła lub W tajnej służbie (Without Fail)
- 2003 Siła perswazji (Persuader)
- 2004 Nieprzyjaciel (The Enemy)
- 2005 Jednym strzałem (One Shot) (wersja skrócona: Jeden strzał)
- 2006 Bez litości (The Hard Way) (wersja skrócona: Na ostro)
- 2007 Elita zabójców (Bad Luck and Trouble) (wersja skrócona: Pech i kłopoty)
- 2008 Nic do stracenia (Nothing To Lose) (również ma wersję skróconą)
- 2009 Jutro możesz zniknąć (Gone Tomorrow)
- 2010 61 godzin (61 Hours)
- 2010 Czasami warto umrzeć (Worth Dying For)
- 2011 Ostatnia sprawa (The Affair)
- 2012 Poszukiwany (A Wanted Man)
- 2013 Nigdy nie wracaj (Never Go Back)
- 2014 Sprawa osobista (Personal)
- 2015 Zmuś mnie (Make me)
- 2016 Sto milionów dolarów (Night School)
- 2017 Adres nieznany (Too Much Time – zbiór opowiadań publikowanych wcześniej w internecie)
- 2017 Nocna runda (The Midnight Line)
- 2018 Czas przeszły (Past Tense)
- 2019 Zgodnie z planem (Blue Moon)
- 2020 Strażnik (The Sentinel)*
- 2021 Lepiej już umrzeć (Better Off Dead)*
- 2022 Bez Planu B (No Plan 'B')*
- 2023 Sekret (The Secret)*
- 2024 Tajny raport (In To Deep)*

*Współautor: Andrew Child.

### E-booki z Jackiem Reacherem (bez odpowiedników papierowych)
- 2011 Drugi syn (Second Son) – nowela
- 2012 Deep Down – nowela
- 2019 Na wagę złota (Cleaning the Gold) wraz z Karin Slaughter – nowela

### Antologie
- 2016 Twarzą w twarz (Lee Child vs Joseph Finder) – opowiadania, różni autorzy
- 2018 Najlepsze amerykańskie opowiadania kryminalne 2010 (The Best American Mystery Stories 2010) – antologia opowiadań wybranych przez Lee Childa, różni autorzy

### Pozostałe
- 2018 Jack Reacher. Zasady (Jack Reacher Rules)[6]

## Nagrody i wyróżnienia
- 1998 Anthony Award (Poziom śmierci – najlepszy debiut powieściowy)

Barry Award (Poziom śmierci – najlepszy debiut powieściowy)
- 1999 WH Smith Thumping Good Read Award
- 2005 The Bob Kellogg Good Citizen Award za wybitne zasługi dla piszącej społeczności Internetu
- 2011 Honorary Doctor of Letters – honorowy stopień naukowy (doktor literatury, łac. Litterarum doctor) przyznany przez De Montfort University w Leicester[7]

Theakstons Old Peculier Crime Novel of the Year Award za powieść 61 godzin

## Ekranizacje
W lipcu 2011 Tom Cruise podpisał umowę z wytwórnią Paramount Pictures na zagranie roli Jacka Reachera w filmie o roboczym tytule: One Shot, realizowanym na podstawie powieści Childa pod tym samym tytułem. Reżyserem i scenarzystą obrazu jest Christopher McQuarrie. Film wszedł na ekrany w grudniu 2012 i ostatecznie nosi tytuł: Jack Reacher. Lee Child wystąpił w nim w epizodycznej roli policjanta dyżurnego.
W październiku 2016 wszedł na ekrany film Jack Reacher: Nigdy nie wracaj, będący adaptacją powieści Nigdy nie wracaj. Autorem scenariusza i reżyserem jest Edward Zwick. W postać tytułową ponownie wcielił się Tom Cruise.
Dnia 4 lutego 2022 na Amazon Prime zadebiutował pierwszy sezon serialu "Reacher." Jest on oparty na pierwszej powieści cyklu – "Poziom śmierci." Tytułową rolę zagrał Alan Ritchson.